# Das öffentliche Haushaltswesen in Österreich
Die Zeitschrift ÖHW – Das öffentliche Haushaltswesen in Österreich ist eine 1959 gegründete quartalsweise erscheinende Fachpublikation, in der finanzielle Fragen von österreichischen Gebietskörperschaften aus föderalistischer Sicht behandelt werden. Trägerverein ist die Gesellschaft für das öffentliche Haushaltswesen in Österreich.
Zu Wort kommen Praktiker sowie vor allem auch junge Wissenschaftler mit Kurzfassungen ihre Diplomarbeiten oder Dissertationen. Öfters werden Spezialthemen des Finanzausgleichs diskutiert, Führungsfragen von öffentlichen Unternehmen, die Nachhaltigkeit von Sozialversicherungsleistungen, Krankenhausfinanzierung und gesundheitsökonomische Fragestellungen, Umweltökonomik, Wohnbauförderung, Fragen der Steuerreform, Herausforderungen der Fragen der Budgetkonsolidierung, Innenrevision und Controlling, Staatsverschuldung bis hin zu Cross-Border-Leasing-Vereinbarungen.
Motiv der Gründung von Zeitschrift und Trägerverein war der Wunsch nach kooperativer Lösungssuche und regelmäßigen persönlichen Kontakte zwischen den Finanzexperten der Gebietskörperschaften.